# Грајндкор
Грајнд кор (енгл. Grindcore) је екстремни музички правац, који је настао раних и средњих 80-их година. Музика је настала под утицајем разних музичких праваца као што су дет метал, треш метал, хардкор панк, индустриал и нојз музика.
Грајндкор карактеришу високо-дисторзиране гитаре у сниженом штиму, бубњеви у високом темпу, најчешће се користи блест бит бубњева и вокали који користе технике гровлања, хукова и мумлања. Група Напалм Дет је поставила добре темеље грајнд кор музике. Данас су Европи и Северној Америци они заједно са групама Брутал Трур и Насум најпопуларније грајнд кор групе. Теме текстова су најчешће политичка питања, црни хумор, разне перверзије или мучења.
Злогласна особина грајнд кора је „микропесма“. Пуно бендова је продуцирало песме које су само неколико секунди дугачке. Британска група Напалм Дет држи рекорд у Гинисовој књизи рекорда за песму „You Suffer“ (у преводу: Ти Патиш), која је најкраћа песма икада снимљена.